# Velasquez' specht
Velasquez' specht (Melanerpes aurifrons santacruzi) is een vogel uit de familie Picidae. De vogel werd in 1838 als aparte soort beschreven door Charles Lucien Bonaparte, maar staat sinds 2025 op de IOC World Bird List als ondersoort (inclusief meer ondersoorten) van de goudvoorhoofdspecht.

## Kenmerken
De specht is 22 tot 26 cm lang. Van boven is de vogel zwart met fijne horizontale streepjes en van onder grijs tot heel licht okerkleurig. Er is weinig verschil tussen het mannetje en het vrouwtje. Het mannetje heeft een rode kopkap. Per ondersoort is de hoeveelheid rood op de kop verschillend. Bij vrouwtjes ontbreekt het rood (behalve bij de ondersoort  M. a. dubius) maar zij hebben wel een geel vlekje op het achterhoofd.

## Verspreiding en leefgebied
Deze ondersoorten komen voor van oostelijk Mexico tot Nicaragua en de eilanden nabij Honduras:
- M. a. polygrammus: van Oaxaca tot Chiapas (zuidwestelijk Mexico).
- M. a. grateloupensis: van Tamaulipas tot Puebla en centraal Veracruz (oostelijk Mexico).
- M. a. veraecrucis: van zuidelijk Veracruz tot noordelijk Guatemala.
- M. a. dubius: van Yucatán (zuidoostelijk Mexico) tot Belize en noordoostelijk Guatemala.
- M. a. leei: Cozumel (nabij oostelijk Mexico).
- M. a. santacruzi: van zuidelijk Chiapas (zuidelijk Mexico) tot noordelijk Nicaragua.
- M. a. hughlandi: centraal Guatemala.
- M. a. pauper: noordelijk Honduras.
- M. a. turneffensis: Turneffe (nabij Belize).
- M. a. insulanus: Utila (nabij Honduras).
- M. a. canescens: Roatán en Barburat (nabij Honduras).